# Cocodril australià
El cocodril australià o cocodril d'aigua dolça (Crocodylus johnsoni) és una espècie de crocodilià endèmica de les regions septentrionals d'Austràlia. És un cocodril relativament petit: els mascles mesuren 2,3–3 m de longitud i les femelles fins a 2,1 m. Els mascles pesen prop de 70 kg (els espècimens grans poden arribar als 100 kg o més) i les femelles aproximadament 40 kg.